# Brocchinia maguirei
Brocchinia maguirei är en gräsväxtart som beskrevs av Lyman Bradford Smith. Brocchinia maguirei ingår i släktet Brocchinia och familjen Bromeliaceae. Inga underarter finns listade i Catalogue of Life.